# Croton laureltyanus
Espèce
Classification APG II (2003)
Croton laureltyanus est une espèce de plantes à fleurs du genre Croton et de la famille Euphorbiaceae présente en Argentine (nord-ouest de Corrientes).